# Amir Chakhmaqs komplex

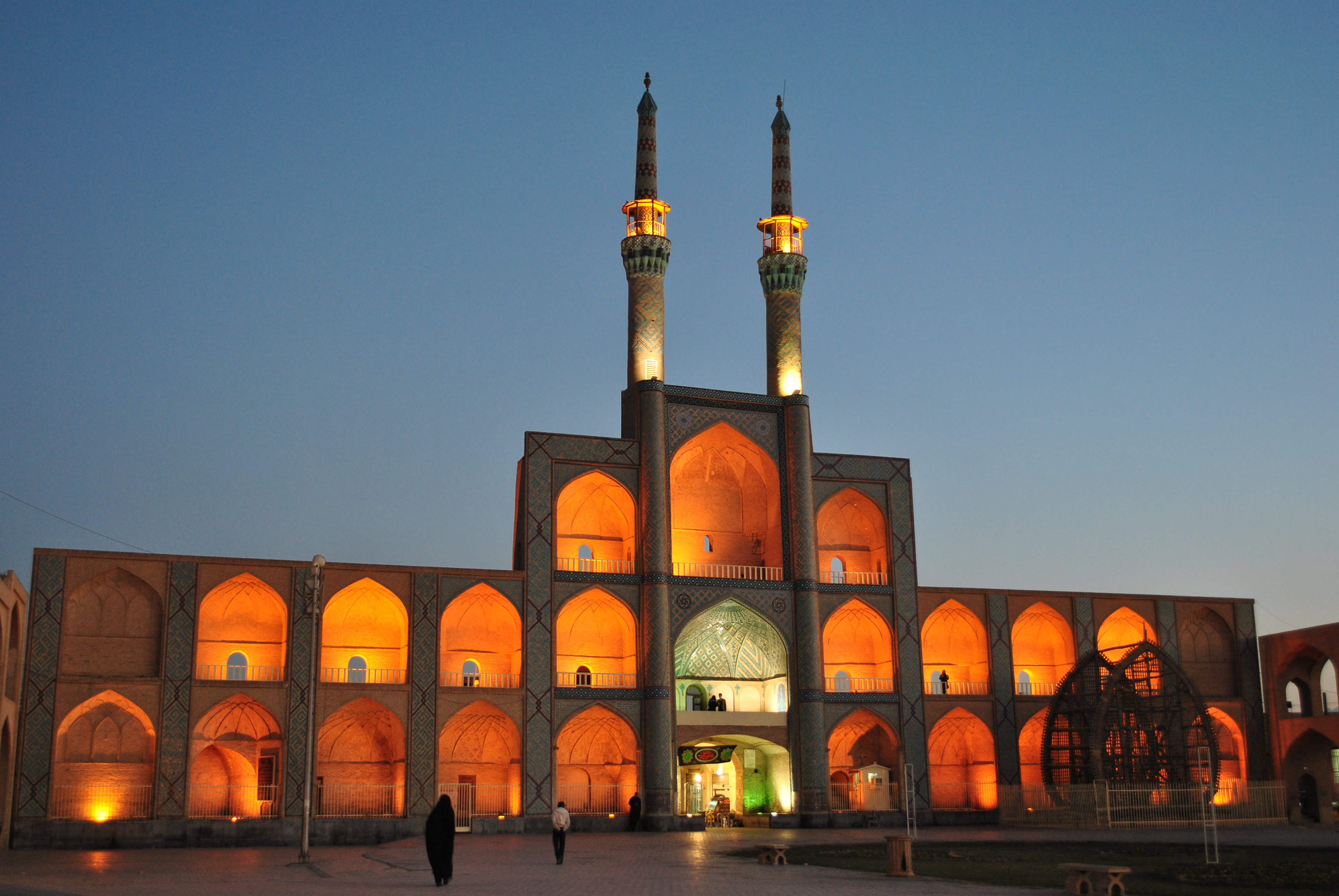
Amir Chakhmaqs komplex.

Amir Chakhmaqs komplex (persiska: مجموعه میدان امیرچخماق) ligger i staden Yazd i provinsen Yazd och dess uppförande dateras till 1400-talet e.Kr. Det är ett av Irans viktigaste historiska och turistrelaterade komplex.

## Bilder

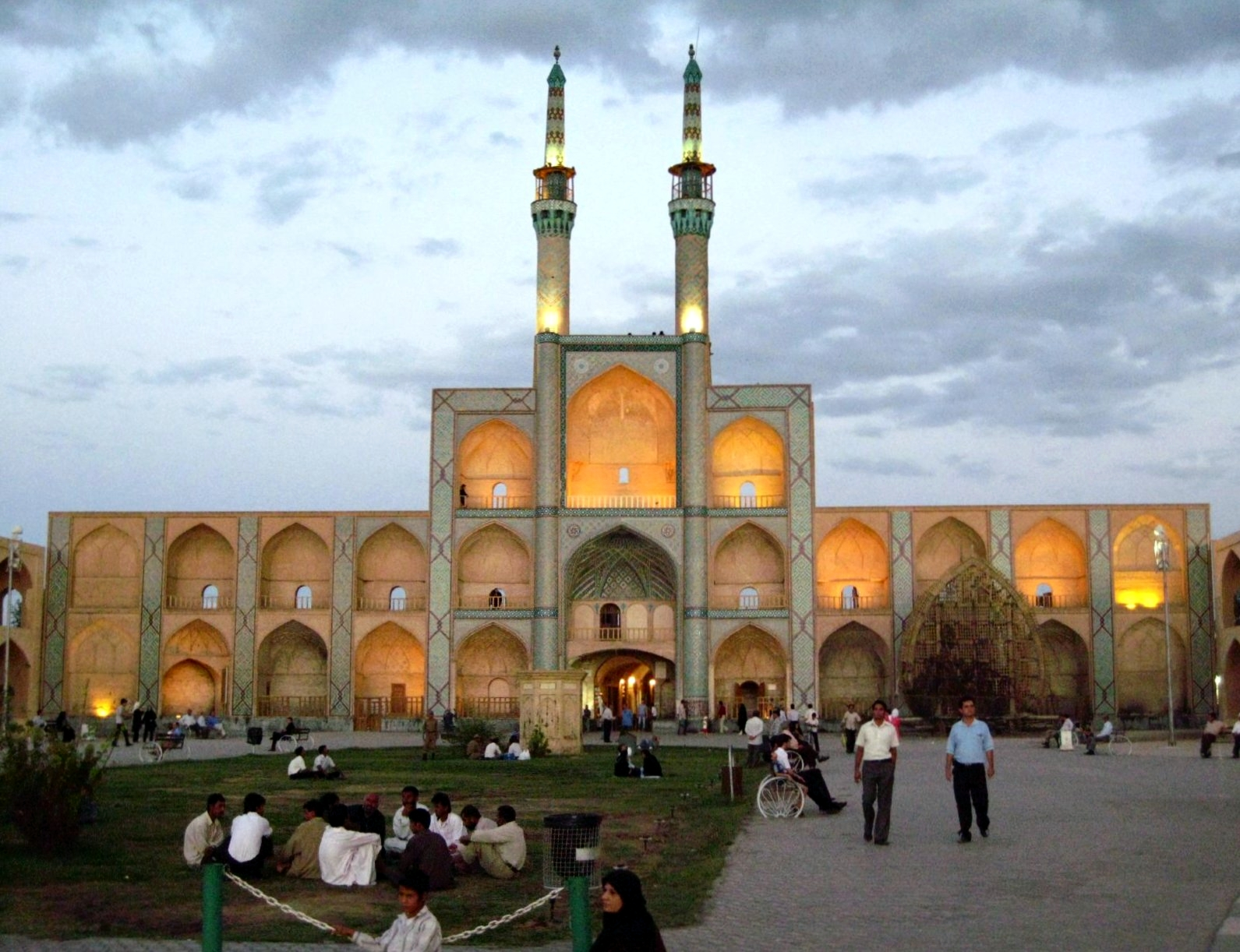
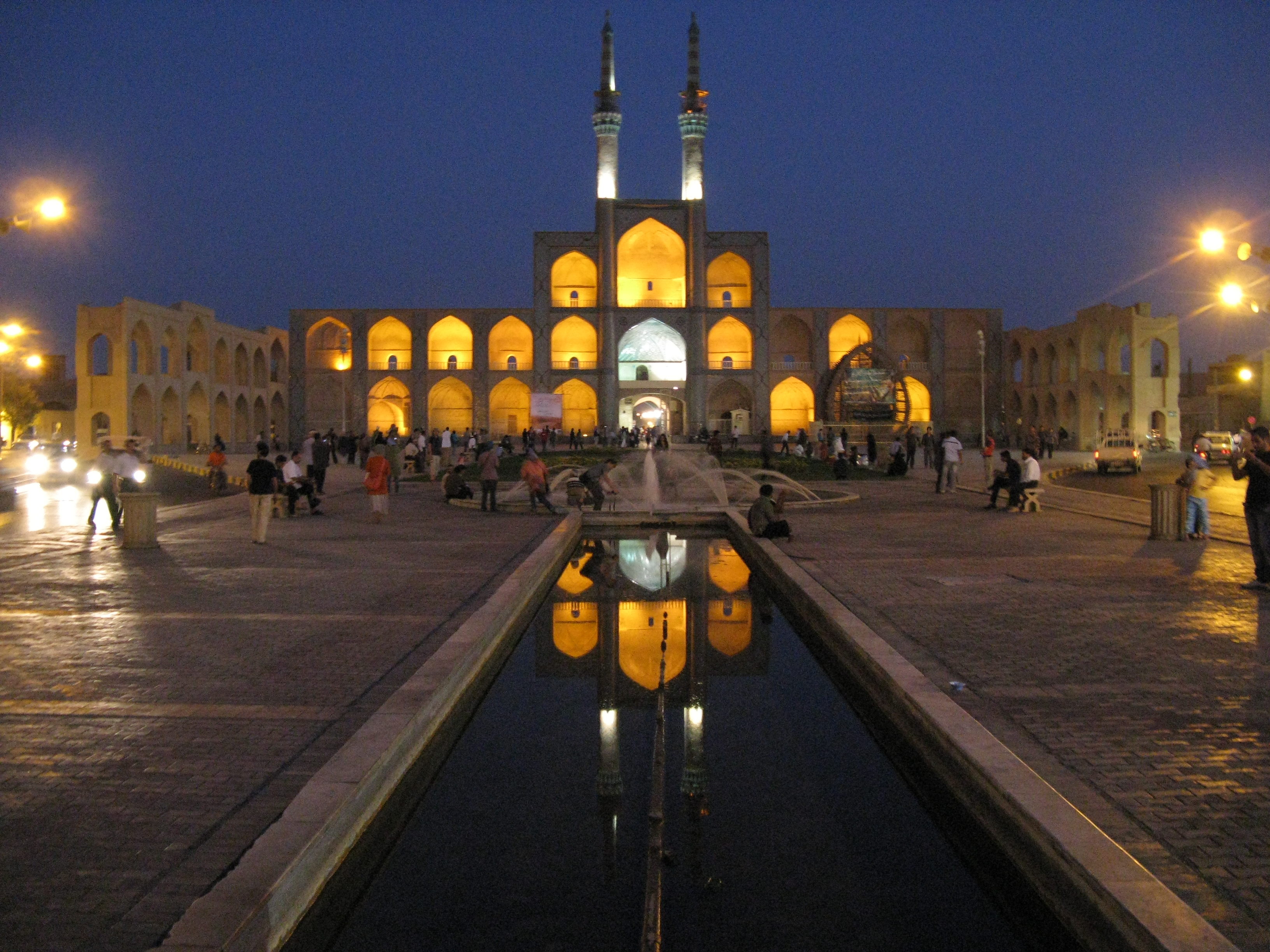
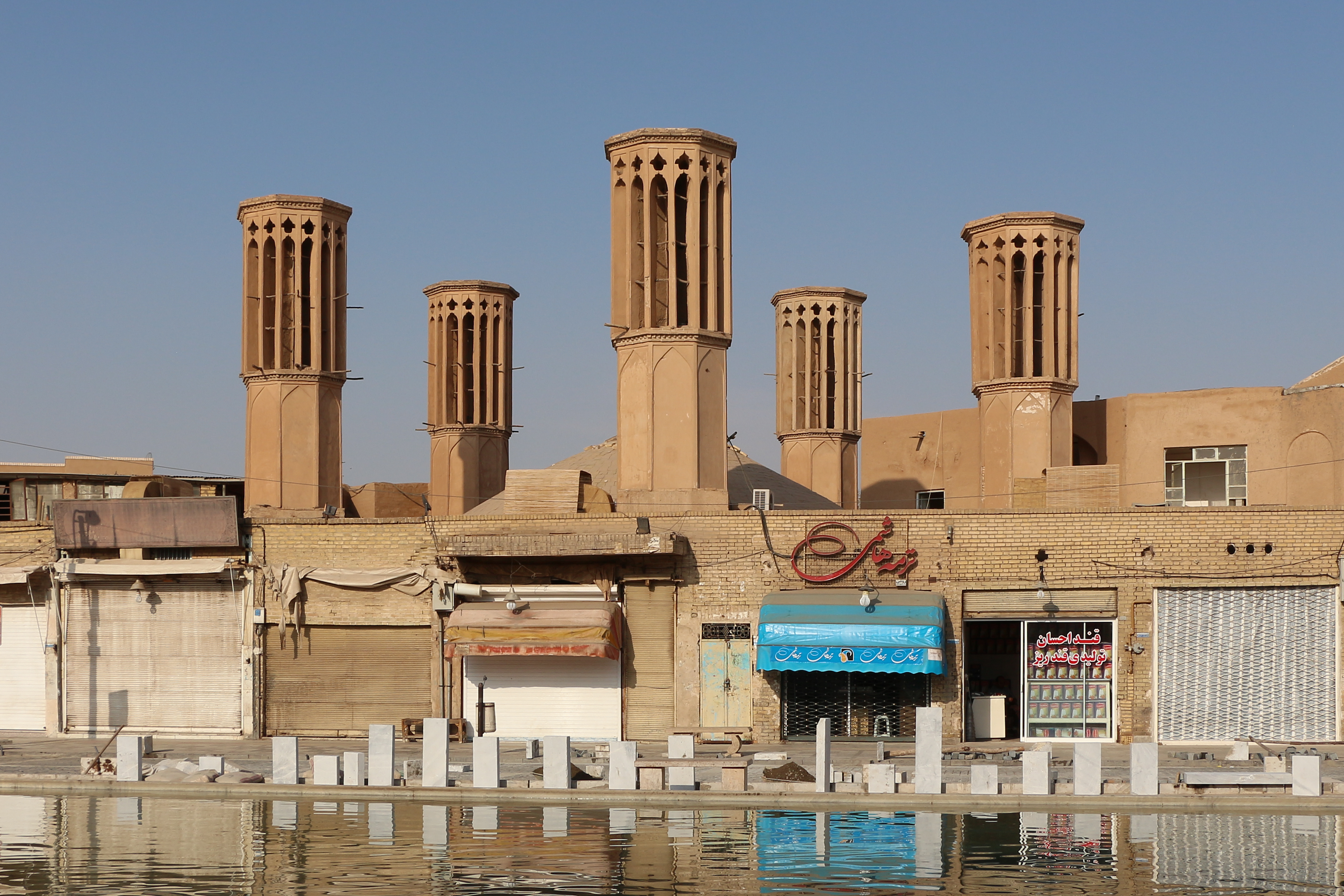
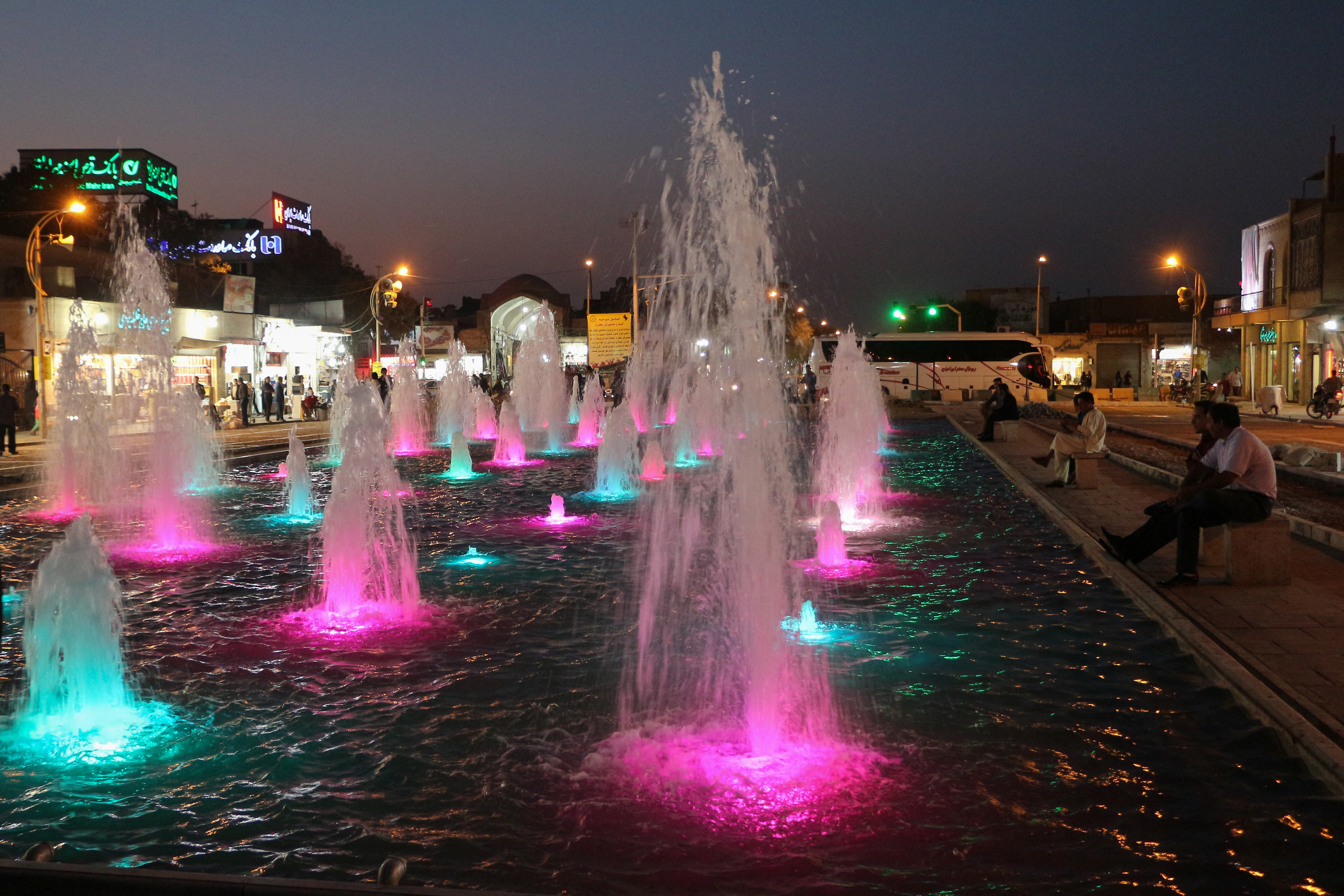
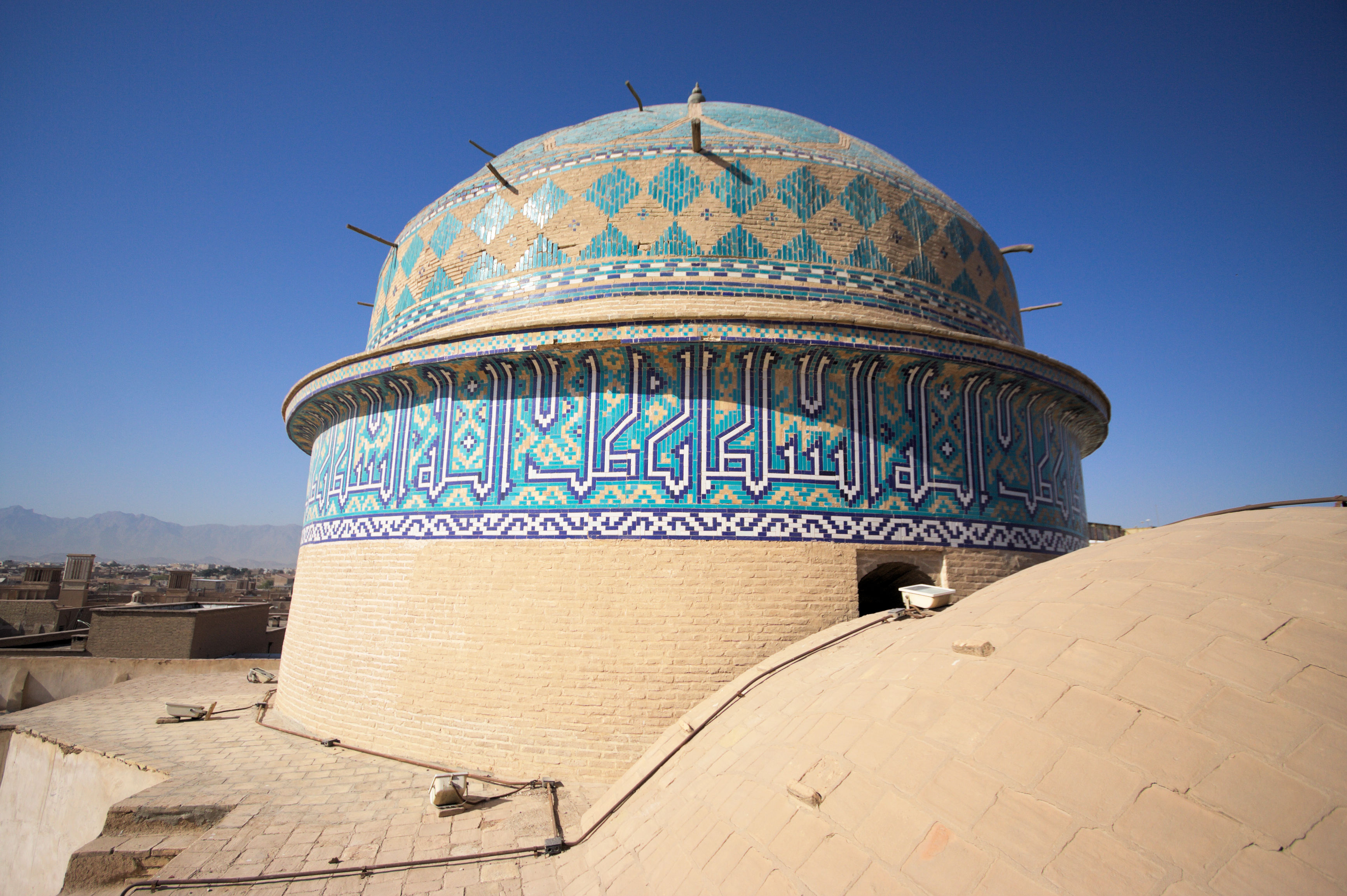